# Miłosna (Łódź)
Miłosna es una villa en el distrito administrativo de Krośniewice, dentro del municipio de Kutno, Voivodato de Łódź, en Polonia Central. Se ubica aproximadamente a 5 km al sur de Krośniewice, a 14 km al oeste de Kutno, y a 53 km al noroeste de la capital regional, Łódź.